# Стафорд Кортхаус (Вирџинија)
Стафорд Кортхаус (енгл. Stafford Courthouse) насељено је место без административног статуса у америчкој савезној држави Вирџинија.

## Демографија
По попису из 2010. године број становника је 4.320.
| Група             | 2000.    | 2010.         |
| Белци             | 0 (0,0%) | 2.421 (56,0%) |
| Афроамериканци    | 0 (0,0%) | 1.311 (30,3%) |
| Азијати           | 0 (0,0%) | 129 (3,0%)    |
| Хиспаноамериканци | 0 (0,0%) | 398 (9,2%)    |
| Укупно            | 0        | 4.320         |